# Yasuke (serie animata)
Yasuke è un original net anime del 2021, prodotto da MAPPA e diretto da LeSean Thomas e Takeru Satō. La serie si ispira liberamente al personaggio storico di Yasuke, da cui prende il nome.

## Trama
Nel Giappone feudale del XVI secolo - in una realtà alternativa in cui esistono la magia e la tecnologia è avanzata - un uomo africano di nome Yasuke passò dall'essere al servizio dei missionari gesuiti durante il commercio di Nanban a essere un guerriero e servitore al servizio di Lord Oda Nobunaga. Nell'anno 1582, assistette alla caduta delle forze di Nobunaga in battaglia contro l'esercito del Generale Oscuro, che serve il signore della guerra demoniaco Yami no Daimyō. Con la morte di Nobunaga e la sconfitta delle sue forze, Yami no Daimyō assume il controllo completo della terra. Vent'anni dopo, Yasuke cerca di lasciarsi alle spalle il suo leggendario passato e si ritira come barcaiolo recluso in un villaggio remoto. Incontra una cantante in un bar locale di nome Ichika e in seguito accetta di portare lei e sua figlia Saki, una ragazza malata con misteriosi poteri magici, a nord per vedere un dottore speciale per aiutare con le condizioni di Saki. Dopo un attacco da parte di mercenari che cercano Ichika e Saki, Yasuke assume il compito di proteggere Saki mentre fa i conti con il suo passato.

## Distribuzione
La serie ha debuttato in tutto il mondo su Netflix il 29 aprile 2021.

## Accoglienza
La serie non ha riscosso grande successo nel mondo degli appassionati, ottenendo su MyAnimeList un 5,77. D'altro canto Metacritic dà alla serie 72/100, voto dato da 9 recensori, e Rotten Tomatoes dà un voto di 6,60/10.